# Plagiochasma rupestre
Plagiochasma rupestre là một loài rêu trong họ Aytoniaceae. Loài này được G. Forst. Stephani mô tả khoa học đầu tiên năm 1898.